# Callipotnia allognota
Callipotnia allognota là một loài bướm đêm trong họ Geometridae.